# 皮尼利亚德哈德拉克
皮尼利亚德哈德拉克，是西班牙卡斯蒂利亚-拉曼恰瓜达拉哈拉省的一个市镇。总面积13平方公里，总人口88人（2001年），人口密度7人/平方公里。